# Coppa del Mondo di sci alpino paralimpico 2025
La Coppa del Mondo di sci alpino paralimpico 2025 è stata la 26ª edizione della manifestazione, organizzata dalla Federazione internazionale sci e snowboard; è iniziata l'11 dicembre 2024 a Steinach am Brenner, in Austria, e si è conclusa il 25 marzo 2025 a Veysonnaz, in Svizzera. Nel corso della stagione si sono tenuti a Maribor, in Slovenia, i Campionati mondiali di sci alpino paralimpico 2025, non validi ai fini della Coppa del Mondo il cui calendario ha contemplato dunque un'interruzione nel mese di febbraio.
Sia in campo maschile sia in campo femminile nelle tre categorie ipovedenti, in piedi e seduti sono state disputate 22 delle 28 gare in programma a inizio stagione (2 discese libere, 5 supergiganti, 7 slalom giganti, 7 slalom speciali, 1 combinata), in 8 tappe. In campo maschile si sono aggiudicati la Coppa del Mondo generale l'austriaco Johannes Aigner con l'atleta guida Nico Haberl (ipovedenti), il francese Arthur Bauchet (in piedi) e l'olandese Jeroen Kampschreur (seduti); in campo femminile l'austriaca Veronika Aigner con l'atleta guida Elisabeth Aigner (ipovedenti), la svedese Ebba Årsjö (in piedi) e la tedesca Anna-Lena Forster (seduti).
In seguito all'invasione russa dell'Ucraina del 2022, gli atleti russi e bielorussi sono stati esclusi dalle competizioni.

## Uomini

### Risultati
| Data             | Località                | Nazione  | Spec. | Categoria               | Primo                              | Secondo                                   | Terzo                              |
| ---------------- | ----------------------- | -------- | ----- | ----------------------- | ---------------------------------- | ----------------------------------------- | ---------------------------------- |
| 11 dicembre 2024 | Steinach am Brenner     | Austria  | SG    | Ipovedenti Atleta guida | Johannes Aigner Nico Haberl        | Giacomo Bertagnolli Andrea Ravelli        | Hyacinthe Deleplace Roy Piccard    |
| 11 dicembre 2024 | Steinach am Brenner     | Austria  | SG    | In piedi                | Thomas Grochar                     | Robin Cuche                               | Manuel Rachbauer                   |
| 11 dicembre 2024 | Steinach am Brenner     | Austria  | SG    | Seduti                  | Jesper Pedersen                    | Kurt Oatway                               | René De Silvestro                  |
| 12 dicembre 2024 | Steinach am Brenner     | Austria  | KB    | Ipovedenti Atleta guida | Giacomo Bertagnolli Andrea Ravelli | Johannes Aigner Nico Haberl               | Kalle Ericsson Sierra Smith        |
| 12 dicembre 2024 | Steinach am Brenner     | Austria  | KB    | In piedi                | Arthur Bauchet                     | Robin Cuche                               | Thomas Grochar                     |
| 12 dicembre 2024 | Steinach am Brenner     | Austria  | KB    | Seduti                  | Jesper Pedersen                    | Jeroen Kampschreur                        | Kurt Oatway                        |
| 13 dicembre 2024 | Steinach am Brenner     | Austria  | SG    | Ipovedenti Atleta guida | Johannes Aigner Nico Haberl        | Giacomo Bertagnolli Andrea Ravelli        | Kalle Ericsson Sierra Smith        |
| 13 dicembre 2024 | Steinach am Brenner     | Austria  | SG    | In piedi                | Arthur Bauchet                     | Thomas Grochar                            | Jules Segers                       |
| 13 dicembre 2024 | Steinach am Brenner     | Austria  | SG    | Seduti                  | Kurt Oatway                        | Jeroen Kampschreur                        | Jesper Pedersen                    |
| 16 dicembre 2025 | Tignes                  | Francia  | SL    | Ipovedenti Atleta guida | Johannes Aigner Nico Haberl        | Michał Gołaś Kacper Walas                 | Giacomo Bertagnolli Andrea Ravelli |
| 16 dicembre 2025 | Tignes                  | Francia  | SL    | In piedi                | Arthur Bauchet                     | Aaron Lindström                           | Adam Hall                          |
| 16 dicembre 2025 | Tignes                  | Francia  | SL    | Seduti                  | Jesper Pedersen                    | Takeshi Suzuki                            | Lou Braz-Dagand                    |
| 17 dicembre 2025 | Tignes                  | Francia  | SL    | Ipovedenti Atleta guida | Giacomo Bertagnolli Andrea Ravelli | Johannes Aigner Nico Haberl               | Alexander Rauen Jeremias Wikle     |
| 17 dicembre 2025 | Tignes                  | Francia  | SL    | In piedi                | Arthur Bauchet                     | Federico Pelizzari                        | Thomas Grochar                     |
| 17 dicembre 2025 | Tignes                  | Francia  | SL    | Seduti                  | Jesper Pedersen                    | Lou Braz-Dagand                           | Yan Hailing                        |
| 19 dicembre 2024 | Courchevel              | Francia  | GS    | Ipovedenti Atleta guida | Johannes Aigner Nico Haberl        | Giacomo Bertagnolli Andrea Ravelli        | Michał Gołaś Kacper Walas          |
| 19 dicembre 2024 | Courchevel              | Francia  | GS    | In piedi                | Arthur Bauchet                     | Jules Segers                              | Robin Cuche                        |
| 19 dicembre 2024 | Courchevel              | Francia  | GS    | Seduti                  | Kurt Oatway                        | Jesper Pedersen                           | Jeroen Kampschreur                 |
| 20 dicembre 2024 | Courchevel              | Francia  | GS    | Ipovedenti Atleta guida | Neil Simpson Rob Poth              | Johannes Aigner Nico Haberl               | Giacomo Bertagnolli Andrea Ravelli |
| 20 dicembre 2024 | Courchevel              | Francia  | GS    | In piedi                | Arthur Bauchet                     | Robin Cuche                               | Jordan Broisin                     |
| 20 dicembre 2024 | Courchevel              | Francia  | GS    | Seduti                  | Jeroen Kampschreur                 | Kurt Oatway                               | Enrique Plantey                    |
| 8 gennaio 2025   | Santa Caterina Valfurva | Italia   | DH    | Ipovedenti Atleta guida | Johannes Aigner Nico Haberl        | Giacomo Bertagnolli Andrea Ravelli        | Kalle Ericsson Sierra Smith        |
| 8 gennaio 2025   | Santa Caterina Valfurva | Italia   | DH    | In piedi                | Robin Cuche                        | Arthur Bauchet                            | Markus Salcher                     |
| 8 gennaio 2025   | Santa Caterina Valfurva | Italia   | DH    | Seduti                  | Kurt Oatway                        | Jesper Pedersen                           | Jeroen Kampschreur                 |
| 8 gennaio 2025   | Santa Caterina Valfurva | Italia   | DH    | Ipovedenti Atleta guida | Johannes Aigner Nico Haberl        | Giacomo Bertagnolli Andrea Ravelli        | Kalle Ericsson Sierra Smith        |
| 8 gennaio 2025   | Santa Caterina Valfurva | Italia   | DH    | In piedi                | Robin Cuche                        | Markus Salcher                            | Alexis Guimond                     |
| 8 gennaio 2025   | Santa Caterina Valfurva | Italia   | DH    | Seduti                  | Andrew Kurka                       | Kurt Oatway                               | Jeroen Kampschreur                 |
| 11 gennaio 2025  | Sankt Moritz            | Svizzera | GS    | Ipovedenti Atleta guida | Giacomo Bertagnolli Andrea Ravelli | Kalle Ericsson Sierra Smith               | Johannes Aigner Nico Haberl        |
| 11 gennaio 2025  | Sankt Moritz            | Svizzera | GS    | In piedi                | Arthur Bauchet                     | Alexis Guimond                            | Théo Gmür                          |
| 11 gennaio 2025  | Sankt Moritz            | Svizzera | GS    | Seduti                  | Jeroen Kampschreur                 | Jesper Pedersen                           | Andrew Kurka                       |
| 12 gennaio 2025  | Sankt Moritz            | Svizzera | GS    | Ipovedenti Atleta guida | Kalle Ericsson Sierra Smith        | Giacomo Bertagnolli Andrea Ravelli        | Johannes Aigner Nico Haberl        |
| 12 gennaio 2025  | Sankt Moritz            | Svizzera | GS    | In piedi                | Arthur Bauchet                     | Alexis Guimond                            | Robin Cuche                        |
| 12 gennaio 2025  | Sankt Moritz            | Svizzera | GS    | Seduti                  | René De Silvestro                  | Jeroen Kampschreur                        | Jesper Pedersen                    |
| 21 gennaio 2025  | Feldberg                | Germania | SL    | Ipovedenti Atleta guida | Johannes Aigner Nico Haberl        | Giacomo Bertagnolli Andrea Ravelli        | Hyacinthe Deleplace Roy Piccard    |
| 21 gennaio 2025  | Feldberg                | Germania | SL    | In piedi                | Arthur Bauchet                     | Aaron Lindström                           | Oscar Burnham                      |
| 21 gennaio 2025  | Feldberg                | Germania | SL    | Seduti                  | Jeroen Kampschreur                 | René De Silvestro                         | Josh Hanlon                        |
| 22 gennaio 2025  | Feldberg                | Germania | SL    | Ipovedenti Atleta guida | Giacomo Bertagnolli Andrea Ravelli | Johannes Aigner Nico Haberl               | Mingyu Hwang Junhyeong Kim         |
| 22 gennaio 2025  | Feldberg                | Germania | SL    | In piedi                | Arthur Bauchet                     | Aaron Lindström                           | Robin Cuche                        |
| 22 gennaio 2025  | Feldberg                | Germania | SL    | Seduti                  | Jeroen Kampschreur                 | Jesper Pedersen                           | Lou Braz-Dagand                    |
| 23 gennaio 2025  | Feldberg                | Germania | SL    | Ipovedenti Atleta guida | Giacomo Bertagnolli Andrea Ravelli | Michał Gołaś Kacper Walas                 | Johannes Aigner Nico Haberl        |
| 23 gennaio 2025  | Feldberg                | Germania | SL    | In piedi                | Arthur Bauchet                     | Adam Hall                                 | Oscar Burnham                      |
| 23 gennaio 2025  | Feldberg                | Germania | SL    | Seduti                  | Jeroen Kampschreur                 | Jesper Pedersen                           | Josh Hanlon                        |
| 25 febbraio 2025 | Bardonecchia            | Italia   | SG    | Ipovedenti Atleta guida | Johannes Aigner Nico Haberl        | Hyacinthe Deleplace Valentin Giraud Moine | Mingyu Hwang Junhyeong Kim         |
| 25 febbraio 2025 | Bardonecchia            | Italia   | SG    | In piedi                | Arthur Bauchet                     | Thomas Volgger                            | Federico Pelizzari                 |
| 25 febbraio 2025 | Bardonecchia            | Italia   | SG    | Seduti                  | Jesper Pedersen                    | Jeroen Kampschreur                        | René De Silvestro                  |
| 26 febbraio 2025 | Bardonecchia            | Italia   | SG    | Ipovedenti Atleta guida | Johannes Aigner Nico Haberl        | Hyacinthe Deleplace Valentin Giraud Moine | Mingyu Hwang Junhyeong Kim         |
| 26 febbraio 2025 | Bardonecchia            | Italia   | SG    | In piedi                | Arthur Bauchet                     | Thomas Volgger                            | Oscar Burnham                      |
| 26 febbraio 2025 | Bardonecchia            | Italia   | SG    | Seduti                  | Jeroen Kampschreur                 | Magnus Valø Balchen                       | Corey Peters                       |
| 27 febbraio 2025 | Bardonecchia            | Italia   | SG    | Ipovedenti Atleta guida | Johannes Aigner Nico Haberl        | Hyacinthe Deleplace Valentin Giraud Moine | Mingyu Hwang Junhyeong Kim         |
| 27 febbraio 2025 | Bardonecchia            | Italia   | SG    | In piedi                | Thomas Volgger                     | Arthur Bauchet                            | Théo Gmür                          |
| 27 febbraio 2025 | Bardonecchia            | Italia   | SG    | Seduti                  | Jeroen Kampschreur                 | René De Silvestro                         | Jesper Pedersen                    |
| 4 marzo 2025     | Kranjska Gora           | Slovenia | SL    | cancellata              | cancellata                         | cancellata                                | cancellata                         |
| 5 marzo 2025     | Kranjska Gora           | Slovenia | GS    | cancellata              | cancellata                         | cancellata                                | cancellata                         |
| 12 marzo 2025    | Sella Nevea             | Italia   | DH    | cancellata              | cancellata                         | cancellata                                | cancellata                         |
| 13 marzo 2025    | Sella Nevea             | Italia   | DH    | cancellata              | cancellata                         | cancellata                                | cancellata                         |
| 15 marzo 2025    | Sella Nevea             | Italia   | DH    | cancellata              | cancellata                         | cancellata                                | cancellata                         |
| 16 marzo 2025    | Sella Nevea             | Italia   | SG    | cancellata              | cancellata                         | cancellata                                | cancellata                         |
| 20 marzo 2025    | Veysonnaz               | Svizzera | GS    | Ipovedenti Atleta guida | Giacomo Bertagnolli Andrea Ravelli | Johannes Aigner Nico Haberl               | Michał Gołaś Kacper Walas          |
| 20 marzo 2025    | Veysonnaz               | Svizzera | GS    | In piedi                | Arthur Bauchet                     | Robin Cuche                               | Alexis Guimond                     |
| 20 marzo 2025    | Veysonnaz               | Svizzera | GS    | Seduti                  | René De Silvestro                  | Jeroen Kampschreur                        | Jesper Pedersen                    |
| 21 marzo 2025    | Veysonnaz               | Svizzera | GS    | Ipovedenti Atleta guida | Giacomo Bertagnolli Andrea Ravelli | Johannes Aigner Nico Haberl               | Kalle Ericsson Sierra Smith        |
| 21 marzo 2025    | Veysonnaz               | Svizzera | GS    | In piedi                | Arthur Bauchet                     | Jules Segers                              | Alexis Guimond                     |
| 21 marzo 2025    | Veysonnaz               | Svizzera | GS    | Seduti                  | Jesper Pedersen                    | Jeroen Kampschreur                        | René De Silvestro                  |
| 22 marzo 2025    | Veysonnaz               | Svizzera | GS    | Ipovedenti Atleta guida | Kalle Ericsson Sierra Smith        | Giacomo Bertagnolli Andrea Ravelli        | Johannes Aigner Nico Haberl        |
| 22 marzo 2025    | Veysonnaz               | Svizzera | GS    | In piedi                | Robin Cuche                        | Arthur Bauchet                            | Alexis Guimond                     |
| 22 marzo 2025    | Veysonnaz               | Svizzera | GS    | Seduti                  | Jesper Pedersen                    | Jeroen Kampschreur                        | René De Silvestro                  |
| 24 marzo 2025    | Veysonnaz               | Svizzera | SL    | Ipovedenti Atleta guida | Giacomo Bertagnolli Andrea Ravelli | Michał Gołaś Kacper Walas                 | Kalle Ericsson Sierra Smith        |
| 24 marzo 2025    | Veysonnaz               | Svizzera | SL    | In piedi                | Arthur Bauchet                     | Oscar Burnham                             | Jules Segers                       |
| 24 marzo 2025    | Veysonnaz               | Svizzera | SL    | Seduti                  | Jesper Pedersen                    | Jeroen Kampschreur                        | Taiki Morii                        |
| 25 marzo 2025    | Veysonnaz               | Svizzera | SL    | Ipovedenti Atleta guida | Michał Gołaś Kacper Walas          | Johannes Aigner Nico Haberl               | Giacomo Bertagnolli Andrea Ravelli |
| 25 marzo 2025    | Veysonnaz               | Svizzera | SL    | In piedi                | Arthur Bauchet                     | Robin Cuche                               | Federico Pelizzari                 |
| 25 marzo 2025    | Veysonnaz               | Svizzera | SL    | Seduti                  | Jesper Pedersen                    | Jeroen Kampschreur                        | Takeshi Suzuki                     |

Legenda:

DH = discesa libera

SG = supergigante

GS = slalom gigante

SL = slalom speciale

KB = combinata

### Classifiche

#### Ipovedenti

##### Generale
| Pos. | Nome                                                                  | Nazione       | Punti |
| ---- | --------------------------------------------------------------------- | ------------- | ----- |
| 1    | Johannes Aigner Nico Haberl                                           | Austria       | 1850  |
| 2    | Giacomo Bertagnolli Andrea Ravelli                                    | Italia        | 1620  |
| 3    | Hyacinthe Deleplace Perrine Clair, Valentin Giraud Moine, Roy Piccard | Francia       | 985   |
| 4    | Mingyu Hwang Junhyeong Kim                                            | Corea del Sud | 878   |
| 5    | Michał Gołaś Kacper Walas                                             | Polonia       | 780   |
| 6    | Kalle Ericsson Sierra Smith                                           | Canada        | 690   |
| 7    | Miroslav Haraus Maroš Hudík                                           | Slovacchia    | 216   |
| 8    | Alexander Rauen Jeremias Wikle                                        | Germania      | 193   |
| 9    | Neil Simpson Rob Poth                                                 | Gran Bretagna | 186   |
| 10   | Marek Kubačka Mária Zaťovičová                                        | Slovacchia    | 112   |

##### Discesa libera
| Pos. | Nome Atleta guida                  | Nazione       | Punti |
| ---- | ---------------------------------- | ------------- | ----- |
| 1    | Johannes Aigner Nico Haberl        | Austria       | 200   |
| 2    | Giacomo Bertagnolli Andrea Ravelli | Italia        | 160   |
| 3    | Kalle Ericsson Sierra Smith        | Canada        | 120   |
| 4    | Miroslav Haraus Maroš Hudík        | Slovacchia    | 95    |
| 5    | Mingyu Hwang Junhyeong Kim         | Corea del Sud | 85    |

##### Supergigante
| Pos. | Nome Atleta guida                                      | Nazione       | Punti |
| ---- | ------------------------------------------------------ | ------------- | ----- |
| 1    | Johannes Aigner Nico Haberl                            | Austria       | 500   |
| 2    | Hyacinthe Deleplace Valentin Giraud Moine, Roy Piccard | Francia       | 350   |
| 3    | Mingyu Hwang Junhyeong Kim                             | Corea del Sud | 270   |
| 4    | Giacomo Bertagnolli Andrea Ravelli                     | Italia        | 160   |
| 5    | Kalle Ericsson Sierra Smith                            | Canada        | 110   |

##### Slalom gigante
| Pos. | Nome Atleta guida                              | Nazione | Punti |
| ---- | ---------------------------------------------- | ------- | ----- |
| 1    | Giacomo Bertagnolli Andrea Ravelli             | Italia  | 600   |
| 2    | Johannes Aigner Nico Haberl                    | Austria | 520   |
| 3    | Kalle Ericsson Sierra Smith                    | Canada  | 340   |
| 4    | Hyacinthe Deleplace Perrine Clair, Roy Piccard | Francia | 335   |
| 5    | Michał Gołaś Kacper Walas                      | Polonia | 315   |

##### Slalom speciale
| Pos. | Nome Atleta guida                              | Nazione       | Punti |
| ---- | ---------------------------------------------- | ------------- | ----- |
| 1    | Giacomo Bertagnolli Andrea Ravelli             | Italia        | 600   |
| 2    | Johannes Aigner Nico Haberl                    | Austria       | 550   |
| 3    | Michał Gołaś Kacper Walas                      | Polonia       | 340   |
| 4    | Mingyu Hwang Junhyeong Kim                     | Corea del Sud | 245   |
| 5    | Hyacinthe Deleplace Perrine Clair, Roy Piccard | Francia       | 200   |

#### In piedi

##### Generale
| Pos. | Nome               | Nazione  | Punti |
| ---- | ------------------ | -------- | ----- |
| 1    | Arthur Bauchet     | Francia  | 2035  |
| 2    | Robin Cuche        | Svizzera | 970   |
| 3    | Jules Segers       | Francia  | 855   |
| 4    | Aaron Lindström    | Svezia   | 767   |
| 5    | Oscar Burnham      | Francia  | 728   |
| 6    | Thomas Grochar     | Austria  | 635   |
| 7    | Federico Pelizzari | Italia   | 609   |
| 8    | Manuel Rachbauer   | Austria  | 539   |
| 9    | Thomas Volgger     | Austria  | 484   |
| 10   | Jordan Broisin     | Francia  | 480   |

##### Discesa libera
| Pos. | Nome            | Nazione     | Punti |
| ---- | --------------- | ----------- | ----- |
| 1    | Robin Cuche     | Svizzera    | 200   |
| 2    | Markus Salcher  | Austria     | 140   |
| 3    | Arthur Bauchet  | Francia     | 125   |
| 4    | Alexis Guimond  | Canada      | 105   |
| 5    | Andrew Haraghey | Stati Uniti | 100   |

##### Supergigante
| Pos. | Nome               | Nazione | Punti |
| ---- | ------------------ | ------- | ----- |
| 1    | Arthur Bauchet     | Francia | 430   |
| 2    | Thomas Volgger     | Austria | 330   |
| 3    | Federico Pelizzari | Italia  | 203   |
| 4    | Jules Segers       | Francia | 190   |
| 5    | Thomas Grochar     | Austria | 180   |

##### Slalom gigante
| Pos. | Nome            | Nazione  | Punti |
| ---- | --------------- | -------- | ----- |
| 1    | Arthur Bauchet  | Francia  | 680   |
| 2    | Robin Cuche     | Svizzera | 420   |
| 3    | Jules Segers    | Francia  | 384   |
| 4    | Alexis Guimond  | Canada   | 340   |
| 5    | Aaron Lindström | Svezia   | 236   |

##### Slalom speciale
| Pos. | Nome            | Nazione       | Punti |
| ---- | --------------- | ------------- | ----- |
| 1    | Arthur Bauchet  | Francia       | 700   |
| 2    | Adam Hall       | Nuova Zelanda | 366   |
| 3    | Oscar Burnham   | Francia       | 327   |
| 4    | Aaron Lindström | Svezia        | 285   |
| 5    | Jules Segers    | Francia       | 236   |

#### Seduti

##### Generale
| Pos. | Nome                | Nazione       | Punti |
| ---- | ------------------- | ------------- | ----- |
| 1    | Jeroen Kampschreur  | Paesi Bassi   | 1645  |
| 2    | Jesper Pedersen     | Norvegia      | 1640  |
| 3    | René De Silvestro   | Italia        | 790   |
| 4    | Lou Braz-Dagand     | Francia       | 762   |
| 5    | Kurt Oatway         | Canada        | 726   |
| 6    | Magnus Valø Balchen | Norvegia      | 527   |
| 7    | Josh Hanlon         | Australia     | 470   |
| 8    | Takeshi Suzuki      | Giappone      | 456   |
| 9    | Andrew Kurka        | Stati Uniti   | 305   |
| 10   | Corey Peters        | Nuova Zelanda | 281   |

##### Discesa libera
| Pos. | Nome               | Nazione     | Punti |
| ---- | ------------------ | ----------- | ----- |
| 1    | Kurt Oatway        | Canada      | 180   |
| 2    | Andrew Kurka       | Stati Uniti | 150   |
| 3    | Jesper Pedersen    | Norvegia    | 130   |
| 4    | Jeroen Kampschreur | Paesi Bassi | 120   |
| 5    | René De Silvestro  | Italia      | 90    |

##### Supergigante
| Pos. | Nome               | Nazione       | Punti |
| ---- | ------------------ | ------------- | ----- |
| 1    | Jeroen Kampschreur | Paesi Bassi   | 405   |
| 2    | Jesper Pedersen    | Norvegia      | 320   |
| 3    | René De Silvestro  | Italia        | 250   |
| 4    | Corey Peters       | Nuova Zelanda | 195   |
| 5    | Kurt Oatway        | Canada        | 180   |

##### Slalom gigante
| Pos. | Nome               | Nazione     | Punti |
| ---- | ------------------ | ----------- | ----- |
| 1    | Jeroen Kampschreur | Paesi Bassi | 580   |
| 2    | Jesper Pedersen    | Norvegia    | 480   |
| 3    | René De Silvestro  | Italia      | 370   |
| 4    | Lou Braz-Dagand    | Francia     | 315   |
| 5    | Kurt Oatway        | Canada      | 306   |

##### Slalom speciale
| Pos. | Nome               | Nazione     | Punti |
| ---- | ------------------ | ----------- | ----- |
| 1    | Jesper Pedersen    | Norvegia    | 610   |
| 2    | Jeroen Kampschreur | Paesi Bassi | 460   |
| 3    | Lou Braz-Dagand    | Francia     | 321   |
| 4    | Takeshi Suzuki     | Giappone    | 295   |
| 5    | Jos Hanlon         | Australia   | 210   |

## Donne

### Risultati
| Data             | Località                | Nazione  | Spec. | Categoria               | Prima                             | Seconda                           | Terza                             |
| ---------------- | ----------------------- | -------- | ----- | ----------------------- | --------------------------------- | --------------------------------- | --------------------------------- |
| 11 dicembre 2024 | Steinach am Brenner     | Austria  | SG    | Ipovedenti Atleta guida | Veronika Aigner Elisabeth Aigner  | Chiara Mazzel Fabrizio Casal      | Martina Vozza Ylenia Sabidussi    |
| 11 dicembre 2024 | Steinach am Brenner     | Austria  | SG    | In piedi                | Ebba Årsjö                        | Claire Petit                      | Anna-Maria Rieder                 |
| 11 dicembre 2024 | Steinach am Brenner     | Austria  | SG    | Seduti                  | Momoka Muraoka                    | Anna-Lena Forster                 | Audrey Pascual                    |
| 12 dicembre 2024 | Steinach am Brenner     | Austria  | KB    | Ipovedenti Atleta guida | Veronika Aigner Elisabeth Aigner  | Alexandra Rexová Matúš Duriš      | Sara Choi Eunmi Eo                |
| 12 dicembre 2024 | Steinach am Brenner     | Austria  | KB    | In piedi                | Ebba Årsjö                        | Michaela Gosselin                 | Claire Petit                      |
| 12 dicembre 2024 | Steinach am Brenner     | Austria  | KB    | Seduti                  | Anna-Lena Forster                 | Audrey Pascual                    | Momoka Muraoka                    |
| 13 dicembre 2024 | Steinach am Brenner     | Austria  | SG    | Ipovedenti Atleta guida | Veronika Aigner Elisabeth Aigner  | Chiara Mazzel Fabrizio Casal      | Martina Vozza Ylenia Sabidussi    |
| 13 dicembre 2024 | Steinach am Brenner     | Austria  | SG    | In piedi                | Ebba Årsjö                        | Claire Petit                      | Michaela Gosselin                 |
| 13 dicembre 2024 | Steinach am Brenner     | Austria  | SG    | Seduti                  | Audrey Pascual                    | Momoka Muraoka                    | Barbara van Bergen                |
| 16 dicembre 2025 | Tignes                  | Francia  | SL    | Ipovedenti Atleta guida | Elina Stary Vanessa Josefa Arnold | Martina Vozza Ylenia Sabidussi    | Barbara Aigner Elisa Schwartz     |
| 16 dicembre 2025 | Tignes                  | Francia  | SL    | In piedi                | Anna-Maria Rieder                 | Guo Jiaxin                        | Ammi Hondo                        |
| 16 dicembre 2025 | Tignes                  | Francia  | SL    | Seduti                  | Anna-Lena Forster                 | Momoka Muraoka                    | Audrey Pascual                    |
| 17 dicembre 2025 | Tignes                  | Francia  | SL    | Ipovedenti Atleta guida | Elina Stary Vanessa Josefa Arnold | Veronika Aigner Elisabeth Aigner  | Sara Choi Eunmi Eo                |
| 17 dicembre 2025 | Tignes                  | Francia  | SL    | In piedi                | Ebba Årsjö                        | Aurélie Richard                   | Anna-Maria Rieder                 |
| 17 dicembre 2025 | Tignes                  | Francia  | SL    | Seduti                  | Anna-Lena Forster                 | Momoka Muraoka                    | Liu Sitong                        |
| 19 dicembre 2024 | Courchevel              | Francia  | GS    | Ipovedenti Atleta guida | Veronika Aigner Elisabeth Aigner  | Elina Stary Vanessa Josefa Arnold | Sara Choi Eunmi Eo                |
| 19 dicembre 2024 | Courchevel              | Francia  | GS    | In piedi                | Ebba Årsjö                        | Anna-Maria Rieder                 | Audrey Crowley                    |
| 19 dicembre 2024 | Courchevel              | Francia  | GS    | Seduti                  | Anna-Lena Forster                 | Momoka Muraoka                    | Saylor O'Brien                    |
| 20 dicembre 2024 | Courchevel              | Francia  | GS    | Ipovedenti Atleta guida | Veronika Aigner Elisabeth Aigner  | Elina Stary Vanessa Josefa Arnold | Martina Vozza Ylenia Sabidussi    |
| 20 dicembre 2024 | Courchevel              | Francia  | GS    | In piedi                | Ebba Årsjö                        | Anna-Maria Rieder                 | Audrey Crowley                    |
| 20 dicembre 2024 | Courchevel              | Francia  | GS    | Seduti                  | Anna-Lena Forster                 | Momoka Muraoka                    | Audrey Pascual                    |
| 8 gennaio 2025   | Santa Caterina Valfurva | Italia   | DH    | Ipovedenti Atleta guida | Sara Choi Eunmi Eo                | Martina Vozza Ylenia Sabidussi    | Alexandra Rexová Sophia Polak     |
| 8 gennaio 2025   | Santa Caterina Valfurva | Italia   | DH    | In piedi                | Michaela Gosselin                 | Claire Petit                      | -                                 |
| 8 gennaio 2025   | Santa Caterina Valfurva | Italia   | DH    | Seduti                  | Barbara van Bergen                | Saylor O'Brien                    | -                                 |
| 8 gennaio 2025   | Santa Caterina Valfurva | Italia   | DH    | Ipovedenti Atleta guida | Martina Vozza Ylenia Sabidussi    | Sara Choi Eunmi Eo                | Alexandra Rexová Sophia Polak     |
| 8 gennaio 2025   | Santa Caterina Valfurva | Italia   | DH    | In piedi                | Michaela Gosselin                 | Claire Petit                      | -                                 |
| 8 gennaio 2025   | Santa Caterina Valfurva | Italia   | DH    | Seduti                  | Saylor O'Brien                    | -                                 | -                                 |
| 11 gennaio 2025  | Sankt Moritz            | Svizzera | GS    | Ipovedenti Atleta guida | Veronika Aigner Elisabeth Aigner  | Chiara Mazzel Fabrizio Casal      | Elina Stary Vanessa Josefa Arnold |
| 11 gennaio 2025  | Sankt Moritz            | Svizzera | GS    | In piedi                | Aurélie Richard                   | Michaela Gosselin                 | Anna-Maria Rieder                 |
| 11 gennaio 2025  | Sankt Moritz            | Svizzera | GS    | Seduti                  | Nette Kiviranta                   | Barbara van Bergen                | Meije Bidault                     |
| 12 gennaio 2025  | Sankt Moritz            | Svizzera | GS    | Ipovedenti Atleta guida | Veronika Aigner Elisabeth Aigner  | Chiara Mazzel Fabrizio Casal      | Elina Stary Vanessa Josefa Arnold |
| 12 gennaio 2025  | Sankt Moritz            | Svizzera | GS    | In piedi                | Ebba Årsjö                        | Aurélie Richard                   | Michaela Gosselin                 |
| 12 gennaio 2025  | Sankt Moritz            | Svizzera | GS    | Seduti                  | Nette Kiviranta                   | Audrey Pascual                    | Saylor O'Brien                    |
| 21 gennaio 2025  | Feldberg                | Germania | SL    | Ipovedenti Atleta guida | Veronika Aigner Elisabeth Aigner  | Elina Stary Vanessa Josefa Arnold | Martina Vozza Ylenia Sabidussi    |
| 21 gennaio 2025  | Feldberg                | Germania | SL    | In piedi                | Ebba Årsjö                        | Anna-Maria Rieder                 | Aurélie Richard                   |
| 21 gennaio 2025  | Feldberg                | Germania | SL    | Seduti                  | Anna-Lena Forster                 | Nette Kiviranta                   | Meije Bidault                     |
| 22 gennaio 2025  | Feldberg                | Germania | SL    | Ipovedenti Atleta guida | Veronika Aigner Elisabeth Aigner  | Elina Stary Vanessa Josefa Arnold | Alexandra Rexová Sophia Polak     |
| 22 gennaio 2025  | Feldberg                | Germania | SL    | In piedi                | Ebba Årsjö                        | Anna-Maria Rieder                 | Claire Petit                      |
| 22 gennaio 2025  | Feldberg                | Germania | SL    | Seduti                  | Anna-Lena Forster                 | Audrey Pascual                    | Nette Kiviranta                   |
| 23 gennaio 2025  | Feldberg                | Germania | SL    | Ipovedenti Atleta guida | Veronika Aigner Elisabeth Aigner  | Elina Stary Vanessa Josefa Arnold | Chiara Mazzel Fabrizio Casal      |
| 23 gennaio 2025  | Feldberg                | Germania | SL    | In piedi                | Ebba Årsjö                        | Anna-Maria Rieder                 | Aurélie Richard                   |
| 23 gennaio 2025  | Feldberg                | Germania | SL    | Seduti                  | Anna-Lena Forster                 | Audrey Pascual                    | Meije Bidault                     |
| 25 febbraio 2025 | Bardonecchia            | Italia   | SG    | Ipovedenti Atleta guida | Veronika Aigner Elisabeth Aigner  | Sara Choi Eunmi Eo                | -                                 |
| 25 febbraio 2025 | Bardonecchia            | Italia   | SG    | In piedi                | Ebba Årsjö                        | Aurélie Richard                   | Claire Petit                      |
| 25 febbraio 2025 | Bardonecchia            | Italia   | SG    | Seduti                  | Anna-Lena Forster                 | Audrey Pascual                    | Barbara van Bergen                |
| 26 febbraio 2025 | Bardonecchia            | Italia   | SG    | Ipovedenti Atleta guida | Veronika Aigner Elisabeth Aigner  | Sara Choi Eunmi Eo                | -                                 |
| 26 febbraio 2025 | Bardonecchia            | Italia   | SG    | In piedi                | Ebba Årsjö                        | Aurélie Richard                   | Claire Petit                      |
| 26 febbraio 2025 | Bardonecchia            | Italia   | SG    | Seduti                  | Audrey Pascual                    | Barbara van Bergen                | -                                 |
| 27 febbraio 2025 | Bardonecchia            | Italia   | SG    | Ipovedenti Atleta guida | Veronika Aigner Elisabeth Aigner  | Sara Choi Eunmi Eo                | -                                 |
| 27 febbraio 2025 | Bardonecchia            | Italia   | SG    | In piedi                | Ebba Årsjö                        | Aurélie Richard                   | Claire Petit                      |
| 27 febbraio 2025 | Bardonecchia            | Italia   | SG    | Seduti                  | Audrey Pascual                    | Anna-Lena Forster                 | -                                 |
| 4 marzo 2025     | Kranjska Gora           | Slovenia | SL    | cancellata              | cancellata                        | cancellata                        | cancellata                        |
| 5 marzo 2025     | Kranjska Gora           | Slovenia | GS    | cancellata              | cancellata                        | cancellata                        | cancellata                        |
| 12 marzo 2025    | Sella Nevea             | Italia   | DH    | cancellata              | cancellata                        | cancellata                        | cancellata                        |
| 13 marzo 2025    | Sella Nevea             | Italia   | DH    | cancellata              | cancellata                        | cancellata                        | cancellata                        |
| 15 marzo 2025    | Sella Nevea             | Italia   | DH    | cancellata              | cancellata                        | cancellata                        | cancellata                        |
| 16 marzo 2025    | Sella Nevea             | Italia   | SG    | cancellata              | cancellata                        | cancellata                        | cancellata                        |
| 20 marzo 2025    | Veysonnaz               | Svizzera | GS    | Ipovedenti Atleta guida | Veronika Aigner Elisabeth Aigner  | Alexandra Rexová Sophia Polak     | Sara Choi Eunmi Eo                |
| 20 marzo 2025    | Veysonnaz               | Svizzera | GS    | In piedi                | Ebba Årsjö                        | Mengqiu Zhang                     | Aurélie Richard                   |
| 20 marzo 2025    | Veysonnaz               | Svizzera | GS    | Seduti                  | Anna-Lena Forster                 | Momoka Muraoka                    | Liu Sitong                        |
| 21 marzo 2025    | Veysonnaz               | Svizzera | GS    | Ipovedenti Atleta guida | Veronika Aigner Elisabeth Aigner  | Sara Choi Eunmi Eo                | Georgia Gunew Ethan Jackson       |
| 21 marzo 2025    | Veysonnaz               | Svizzera | GS    | In piedi                | Ebba Årsjö                        | Aurélie Richard                   | Mollie Jespsen                    |
| 21 marzo 2025    | Veysonnaz               | Svizzera | GS    | Seduti                  | Momoka Muraoka                    | Anna-Lena Forster                 | Liu Sitong                        |
| 22 marzo 2025    | Veysonnaz               | Svizzera | GS    | Ipovedenti Atleta guida | Veronika Aigner Elisabeth Aigner  | Alexandra Rexová Sophia Polak     | Sara Choi Eunmi Eo                |
| 22 marzo 2025    | Veysonnaz               | Svizzera | GS    | In piedi                | Ebba Årsjö                        | Mengqiu Zhang                     | Mollie Jespsen                    |
| 22 marzo 2025    | Veysonnaz               | Svizzera | GS    | Seduti                  | Momoka Muraoka                    | Anna-Lena Forster                 | Liu Sitong                        |
| 24 marzo 2025    | Veysonnaz               | Svizzera | SL    | Ipovedenti Atleta guida | Veronika Aigner Elisabeth Aigner  | Alexandra Rexová Sophia Polak     | Sara Choi Eunmi Eo                |
| 24 marzo 2025    | Veysonnaz               | Svizzera | SL    | In piedi                | Ebba Årsjö                        | Mengqiu Zhang                     | Aurélie Richard                   |
| 24 marzo 2025    | Veysonnaz               | Svizzera | SL    | Seduti                  | Anna-Lena Forster                 | Liu Sitong                        | Wenjing Zhang                     |
| 25 marzo 2025    | Veysonnaz               | Svizzera | SL    | Ipovedenti Atleta guida | Alexandra Rexová Sophia Polak     | Sara Choi Eunmi Eo                | Georgia Gunew Ethan Jackson       |
| 25 marzo 2025    | Veysonnaz               | Svizzera | SL    | In piedi                | Anna-Maria Rieder                 | Aurélie Richard                   | Michaela Gosselin                 |
| 25 marzo 2025    | Veysonnaz               | Svizzera | SL    | Seduti                  | Anna-Lena Forster                 | Momoka Muraoka                    | Liu Sitong                        |

Legenda:

DH = discesa libera

SG = supergigante

GS = slalom gigante

SL = slalom speciale

KB = combinata

### Classifiche

#### Ipovedenti

##### Generale
| Pos. | Nome                                       | Nazione       | Punti |
| ---- | ------------------------------------------ | ------------- | ----- |
| 1    | Veronika Aigner Elisabeth Aigner           | Austria       | 1770  |
| 2    | Elina Stary Vanessa Josefa Arnold          | Austria       | 720   |
| 3    | Alexandra Rexová Matúš Duriš, Sophia Polak | Slovacchia    | 710   |
| 4    | Martina Vozza Ylenia Sabidussi             | Italia        | 600   |
| 5    | Sara Choi Eunmi Eo                         | Corea del Sud | 590   |
| 6    | Chiara Mazzel Fabrizio Casal               | Italia        | 425   |
| 7    | Barbara Aigner Elisa Schwartz              | Austria       | 105   |

##### Discesa libera
| Pos. | Nome Atleta guida              | Nazione       | Punti |
| ---- | ------------------------------ | ------------- | ----- |
| 1    | Sara Choi Eunmi Eo             | Corea del Sud | 180   |
| 1    | Martina Vozza Ylenia Sabidussi | Italia        | 180   |
| 3    | Alexandra Rexová Sophia Polak  | Slovacchia    | 120   |

##### Supergigante
| Pos. | Nome Atleta guida                | Nazione       | Punti |
| ---- | -------------------------------- | ------------- | ----- |
| 1    | Veronika Aigner Elisabeth Aigner | Austria       | 440   |
| 2    | Chiara Mazzel Fabrizio Casal     | Italia        | 160   |
| 3    | Sara Choi Eunmi Eo               | Corea del Sud | 120   |
| 4    | Martina Vozza Ylenia Sabidussi   | Italia        | 120   |
| 5    | Alexandra Rexová Matúš Duriš     | Slovacchia    | 50    |

##### Slalom gigante
| Pos. | Nome Atleta guida                 | Nazione       | Punti |
| ---- | --------------------------------- | ------------- | ----- |
| 1    | Veronika Aigner Elisabeth Aigner  | Austria       | 700   |
| 2    | Elina Stary Vanessa Josefa Arnold | Austria       | 280   |
| 3    | Alexandra Rexová Matúš Duriš      | Slovacchia    | 250   |
| 4    | Sara Choi Eunmi Eo                | Corea del Sud | 165   |
| 5    | Chiara Mazzel Fabrizio Casal      | Italia        | 160   |
| 5    | Martina Vozza Ylenia Sabidussi    | Italia        | 160   |

##### Slalom speciale
| Pos. | Nome Atleta guida                 | Nazione       | Punti |
| ---- | --------------------------------- | ------------- | ----- |
| 1    | Veronika Aigner Elisabeth Aigner  | Austria       | 530   |
| 2    | Elina Stary Vanessa Josefa Arnold | Austria       | 440   |
| 3    | Alexandra Rexová Sophia Polak     | Slovacchia    | 290   |
| 4    | Martina Vozza Ylenia Sabidussi    | Italia        | 140   |
| 5    | Sara Choi Eunmi Eo                | Corea del Sud | 125   |

#### In piedi

##### Generale
| Pos. | Nome              | Nazione     | Punti |
| ---- | ----------------- | ----------- | ----- |
| 1    | Ebba Årsjö        | Svezia      | 1700  |
| 2    | Anna-Maria Rieder | Germania    | 1260  |
| 3    | Aurélie Richard   | Francia     | 1000  |
| 4    | Claire Petit      | Paesi Bassi | 817   |
| 5    | Michaela Gosselin | Canada      | 689   |
| 6    | Ammi Hondo        | Giappone    | 256   |
| 7    | Audrey Crowley    | Stati Uniti | 251   |
| 8    | Mengqiu Zhang     | Cina        | 240   |
| 9    | Mollie Jepsen     | Canada      | 165   |
| 10   | Sheina Vaspi      | Israele     | 90    |

##### Discesa libera
| Pos. | Nome              | Nazione     | Punti |
| ---- | ----------------- | ----------- | ----- |
| 1    | Michaela Gosselin | Canada      | 160   |
| 2    | Claire Petit      | Paesi Bassi | 120   |

##### Supergigante
| Pos. | Nome              | Nazione     | Punti |
| ---- | ----------------- | ----------- | ----- |
| 1    | Ebba Årsjö        | Svezia      | 500   |
| 2    | Claire Petit      | Paesi Bassi | 340   |
| 3    | Anna-Maria Rieder | Germania    | 255   |
| 4    | Aurélie Richard   | Francia     | 240   |
| 5    | Michaela Gosselin | Canada      | 100   |

##### Slalom gigante
| Pos. | Nome              | Nazione     | Punti |
| ---- | ----------------- | ----------- | ----- |
| 1    | Ebba Årsjö        | Svezia      | 600   |
| 2    | Aurélie Richard   | Francia     | 420   |
| 3    | Anna-Maria Rieder | Germania    | 405   |
| 4    | Claire Petit      | Paesi Bassi | 252   |
| 5    | Audrey Crowley    | Stati Uniti | 251   |

##### Slalom speciale
| Pos. | Nome              | Nazione  | Punti |
| ---- | ----------------- | -------- | ----- |
| 1    | Anna-Maria Rieder | Germania | 550   |
| 2    | Ebba Årsjö        | Svezia   | 500   |
| 3    | Aurélie Richard   | Francia  | 340   |
| 4    | Michaela Gosselin | Canada   | 105   |
| 5    | Ammi Hondo        | Giappone | 100   |

#### Seduti

##### Generale
| Pos. | Nome               | Nazione     | Punti |
| ---- | ------------------ | ----------- | ----- |
| 1    | Anna-Lena Forster  | Germania    | 1650  |
| 2    | Audrey Pascual     | Spagna      | 1020  |
| 3    | Momoka Muraoka     | Giappone    | 920   |
| 4    | Saylor O'Brien     | Stati Uniti | 472   |
| 5    | Nette Kiviranta    | Finlandia   | 430   |
| 6    | Liu Sitong         | Cina        | 380   |
| 7    | Barbara van Bergen | Paesi Bassi | 375   |
| 8    | Katie Combaluzier  | Canada      | 170   |
| 9    | Meije Bidault      | Francia     | 168   |
| 10   | Wenjing Zhang      | Cina        | 110   |

##### Discesa libera
| Pos. | Nome               | Nazione     | Punti |
| ---- | ------------------ | ----------- | ----- |
| 1    | Saylor O'Brien     | Stati Uniti | 140   |
| 2    | Barbara van Bergen | Paesi Bassi | 80    |

##### Supergigante
| Pos. | Nome               | Nazione     | Punti |
| ---- | ------------------ | ----------- | ----- |
| 1    | Audrey Pascual     | Spagna      | 440   |
| 2    | Anna-Lena Forster  | Germania    | 390   |
| 3    | Momoka Muraoka     | Giappone    | 180   |
| 4    | Barbara van Bergen | Paesi Bassi | 170   |
| 5    | Saylor O'Brien     | Stati Uniti | 90    |

##### Slalom gigante
| Pos. | Nome              | Nazione     | Punti |
| ---- | ----------------- | ----------- | ----- |
| 1    | Anna-Lena Forster | Germania    | 460   |
| 2    | Momoka Muraoka    | Giappone    | 440   |
| 3    | Nette Kiviranta   | Finlandia   | 345   |
| 4    | Saylor O'Brien    | Stati Uniti | 242   |
| 5    | Audrey Pascual    | Spagna      | 235   |

##### Slalom speciale
| Pos. | Nome              | Nazione  | Punti |
| ---- | ----------------- | -------- | ----- |
| 1    | Anna-Lena Forster | Germania | 700   |
| 2    | Audrey Pascual    | Spagna   | 265   |
| 3    | Momoka Muraoka    | Giappone | 240   |
| 4    | Liu Sitong        | Cina     | 200   |
| 5    | Wenjing Zhang     | Cina     | 110   |